# Hôtel Groslot
L’hôtel Groslot est un hôtel particulier du XVIe siècle situé à Orléans, dans le département du Loiret en région Centre-Val de Loire.
Le monument, appelé également Grande-Maison de l'Étape, Maison du Gouverneur, ou encore l'Intendance fut successivement un hôtel particulier puis l’Hôtel de ville d'Orléans et accueille aujourd’hui la célébration des mariages.
Bâti sous l'impulsion de la famille Groslot, il accueille notamment les rois français François II et Charles IX ainsi que la régente Catherine de Médicis.
Il est classé Monument historique depuis 1862.

## Géographie
L'hôtel est édifié à proximité de la cathédrale Sainte-Croix, sur la place de l'Étape, dans le centre-ville d'Orléans.
Il est situé à proximité de la ligne B du tramway d'Orléans.

## Histoire

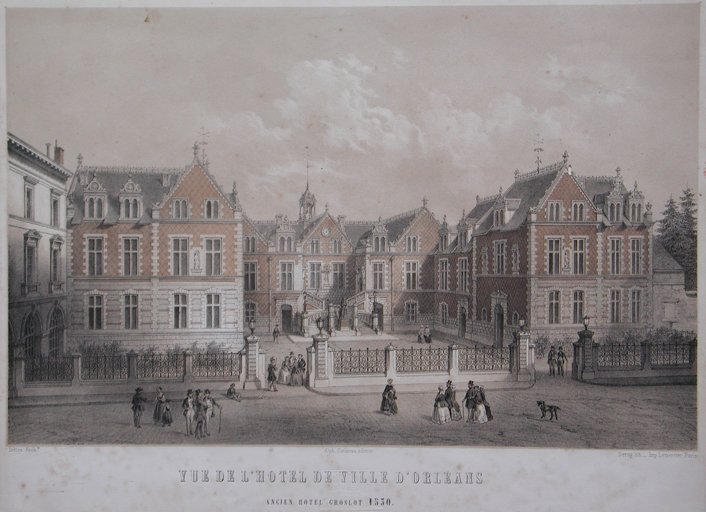
Gravure d'Isidore Laurent Deroy représentant l'hôtel Groslot.

L’hôtel Groslot est construit à la Renaissance sous la direction de l'architecte français Jacques Ier Androuet du Cerceau.
Germain Rebours et Anne Brachet sont propriétaires d'un terrain agraire sur la place de l’Étape vers le milieu du XVe siècle. Ils envisagent d'y bâtir un hôtel particulier mais le cèdent avant l'aboutissement de ce projet, le18 mai 1545, à Jacques Groslot, bailli d'Orléans et chancelier de Marguerite de Navarre, grand-mère d'Henri IV.
La construction du corps central de l'hôtel débute probablement en 1549. Une demande de voirie est transmise aux échevins d'Orléans, le 17 mars 1551, par Jacques Groslot, afin de rendre l'hôtel accessible à la fin des travaux, qu'il projette à l'été 1552. Jacques Groslot meurt avant la fin des travaux le 12 juin 1552. 
Sa veuve et ses deux fils, Jérôme et Henri, héritent de l'édifice et assistent à la fin de sa construction entre 1553 et 1558. Jérôme, qui exerce à son tour la fonction de bailli d’Orléans, réside dans l'hôtel,.
Le 18 octobre 1560, le roi François II s'impose et s’installe avec sa cour dans l'hôtel pour marquer son opposition à Jérôme Groslot, fervent partisan de la Réforme protestante,. François II meurt à hôtel Groslot le 5 décembre 1560 malgré la présence de son chirurgien Ambroise Paré. Charles IX succède à François II  tandis que les États généraux de 1560 se tiennent devant l'hôtel dans une grande salle dressée à l'occasion. Le roi étant alors âgé de 10 ans, la régence est confiée à sa mère Catherine de Médicis. Après un séjour de presque cinq mois, la cour quitte Orléans et l'hôtel Groslot le 12 février 1561.
Jérôme Groslot reprend possession de l'hôtel après le départ de la cour. Pour soutenir les actions des Protestants et de Groslot, Louis Ier de Bourbon-Condé revient à Orléans le 2 avril 1562 et réside dans la Grande-Maison de l'Étape qui devient le quartier général des Protestants.
En 1573, Charles IX revient à Orléans pour apaiser les troubles nés du massacre de la Saint-Barthélemy (dont Jérôme Groslot est l'une des victimes), et séjourne dans la Grande-Maison de l'Étape. Il semble que, tout en restant dans le giron de la famille Groslot, l'hôtel serve de siège à la Généralité d'Orléans vers 1570. Les enfants de Jérôme Groslot, Jérôme et Louise, auraient résidé dans l'hôtel.  
Louise et son époux Samuel Puchot, ont deux fils, Jérôme et Samuel Puchot, qui vendent la Grande-Maison de l'Étape à Anne de Caumont, veuve de François d'Orléans le 15 décembre 1637. Madame de Cérizy, fille de Jérôme Puchot, et unique héritière, réintègre l'hôtel après un procès établissant qu'Anne de Caumont n'avait jamais payé la somme due. Le 18 avril 1696, elle vend à son tour le bien à deux couples : Louis Curault, conseiller du roi, et Marie Griffonneau ainsi qu'à Joseph Levassor, conseiller du roi, et Jeanne Longuet.
L'hôtel est ensuite acheté par la municipalité en 1738 pour la somme de 28 480 livres. Elle y loge d'abord les intendants successifs de la généralité (ou province) d'Orléans puis y installe l'hôtel de ville après la Révolution française, en 1790.
L'architecte des Monuments historiques André Delton expose en avril 1846 les dessins présentant le projet de restauration de l'hôtel Groslot. Les plans et les devis sont livrés à la municipalité en 1848 mais la Révolution française de 1848 retarde le projet. Le perron et la façade centrale sont restaurés entre 1850 et 1852 ; le reste des travaux sont réalisés entre 1852 et 1855. Le nouvel hôtel de ville est inauguré le 8 mai 1855.
Le monument est classé sur la liste des monuments historiques de 1862.
Les services administratifs de la ville d'Orléans quittent l'hôtel Groslot en 1981 pour être transférés dans le nouveau centre municipal situé en face de l'hôtel Groslot au 1 place de l’Étape.

## Personnalités liées à l'hôtel en 1560-1561

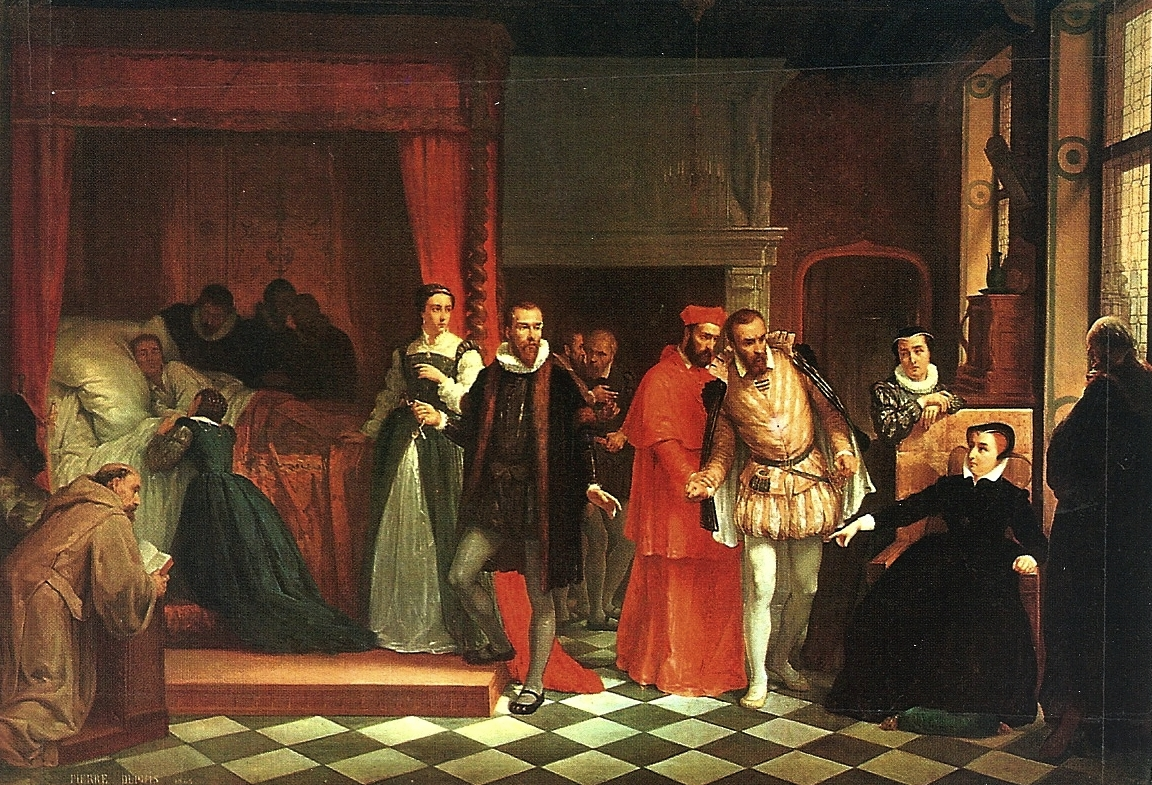
La mort de François II dans la Grande-Maison de l'Étape en 1560 représentée sur un tableau de Pierre Dupuis.

Parmi toutes les personnalités qui ont visité ou séjourné à l'hôtel pendant le séjour de la cour, entre la fin de l'année 1560 et le début de l'année 1561, on peut citer :
- Marie Stuart, épouse de François II
- François duc de Guise
- Coligny
- François de Coligny d'Andelot
- Charles de La Roche-sur-Yon
- Michel de L'Hospital
- Montmorency
- Marie Touchet
- Henri III
- Henri IV

## Description
Le rez-de-chaussée de l'hôtel Groslot héberge le service administratif consacré à l'éducation et l'aile gauche, la police municipale.

### Architecture et mobilier

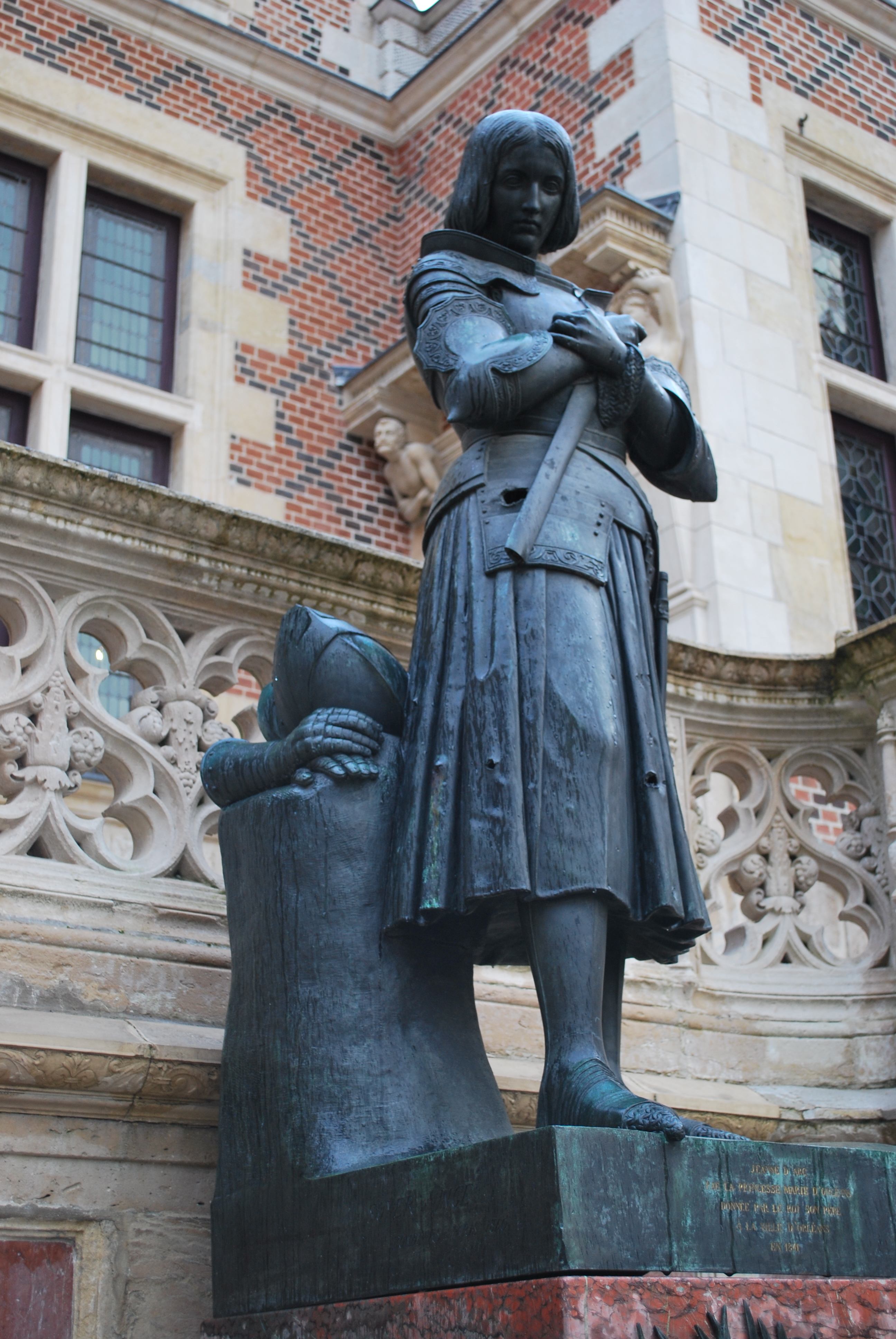
Statue de Jeanne d'Arc devant le perron dans la cour de l'hôtel.

Cet édifice possède une façade caractéristique en briques rouges disposées en losanges. Il se compose d'un bâtiment central accompagné de deux ailes de style Renaissance et d’un escalier à double volée.
Lors de sa construction au XVIe siècle, l’hôtel se limite à sa partie centrale. Ses deux ailes sont construites après son rachat par la municipalité. La statue de Jeanne d'Arc réalisée par la princesse Marie d’Orléans placée devant son perron date, quant à elle, du milieu du XIXe siècle. Elle porte encore les traces de balles reçues lors de la libération d'Orléans, en août 1944.
L’hôtel Groslot est composé de quatre salles principales : le salon d'honneur, l'ancienne salle du conseil municipal, l'ancien bureau du maire et la salle des mariages.
La décoration intérieure de style gothique troubadour est réalisée entre 1850 et 1854 sous la direction de l’architecte André Delton.
Comme mobilier, on y trouve de nombreux souvenirs de Jeanne d'Arc, des toiles, des tapisseries d'Aubusson, des coffres en bois et d’autres meubles d’époque.

### Jardins
Les jardins sont accessibles depuis la rue d'Escures. On y trouve un mur, classé Monument historique en 1846, constitué des vestiges de la chapelle Saint-Jacques qui s'élevait rue des Hôtelleries.

## L'hôtel Groslot dans les arts

### Littérature
L'écrivain français Honoré de Balzac (1799-1850) décrit l'hôtel Groslot dans une de ses études philosophiques de la Comédie humaine, Sur Catherine de Médicis. Le martyr calviniste publié en 1841 : « Il est difficile d'être allé à Orléans sans y avoir remarqué sur la place de l'Estape, l'hôtel de ville. Cet hôtel de ville est l'ancien bailliage, l'hôtel de Groslot, la plus illustre maison d'Orléans et la plus négligée. »

### Illustrations
L'artiste peintre, aquarelliste et lithographe français Isidore Laurent Deroy a représenté l'hôtel Groslot sur une estampe datée du XIXe siècle et conservée au musée de la marine de Loire à Châteauneuf-sur-Loire (Loiret).
Un tableau du peintre français Pierre Dupuis représente la mort de François II dans une salle de l'hôtel Groslot.
L'architecte français Léon Vaudoyer représente la façade de l'hôtel Groslot sur un dessin aquarellé daté de 1845 et conservé à la médiathèque de l'architecture et du patrimoine de Charenton-le-Pont. 

## Galeries d'image

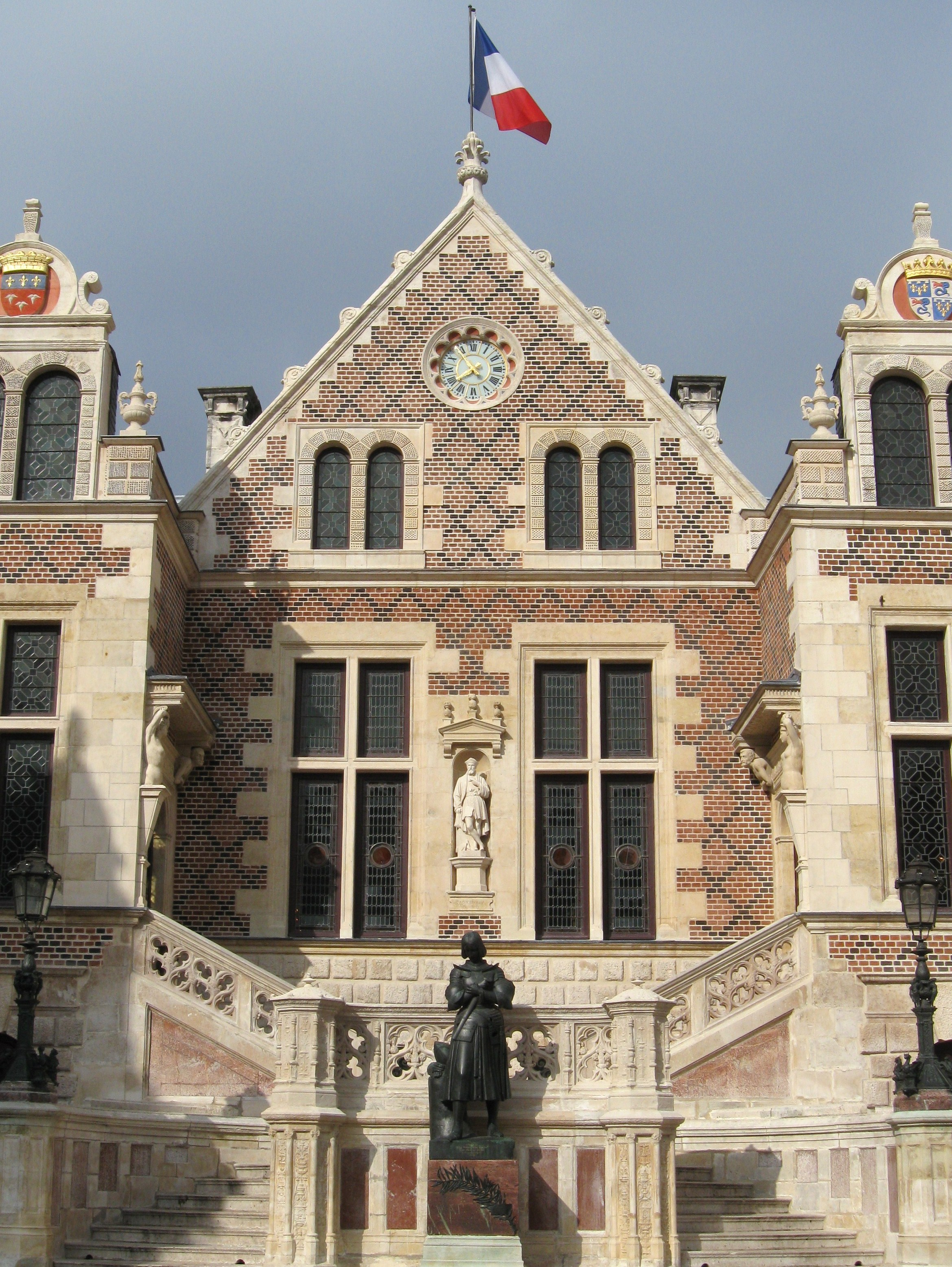
Pignon central de la façade.
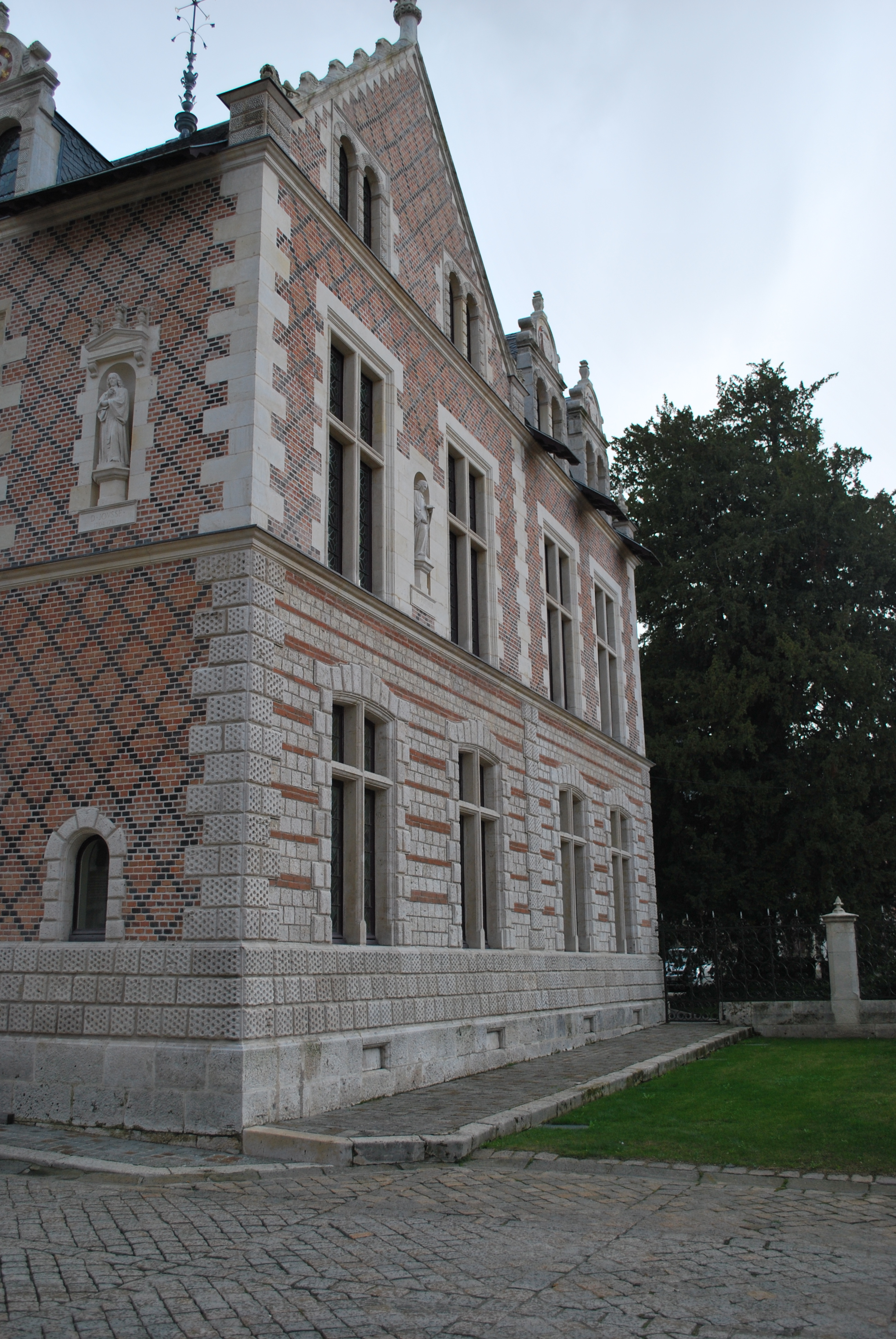
Façade latérale.
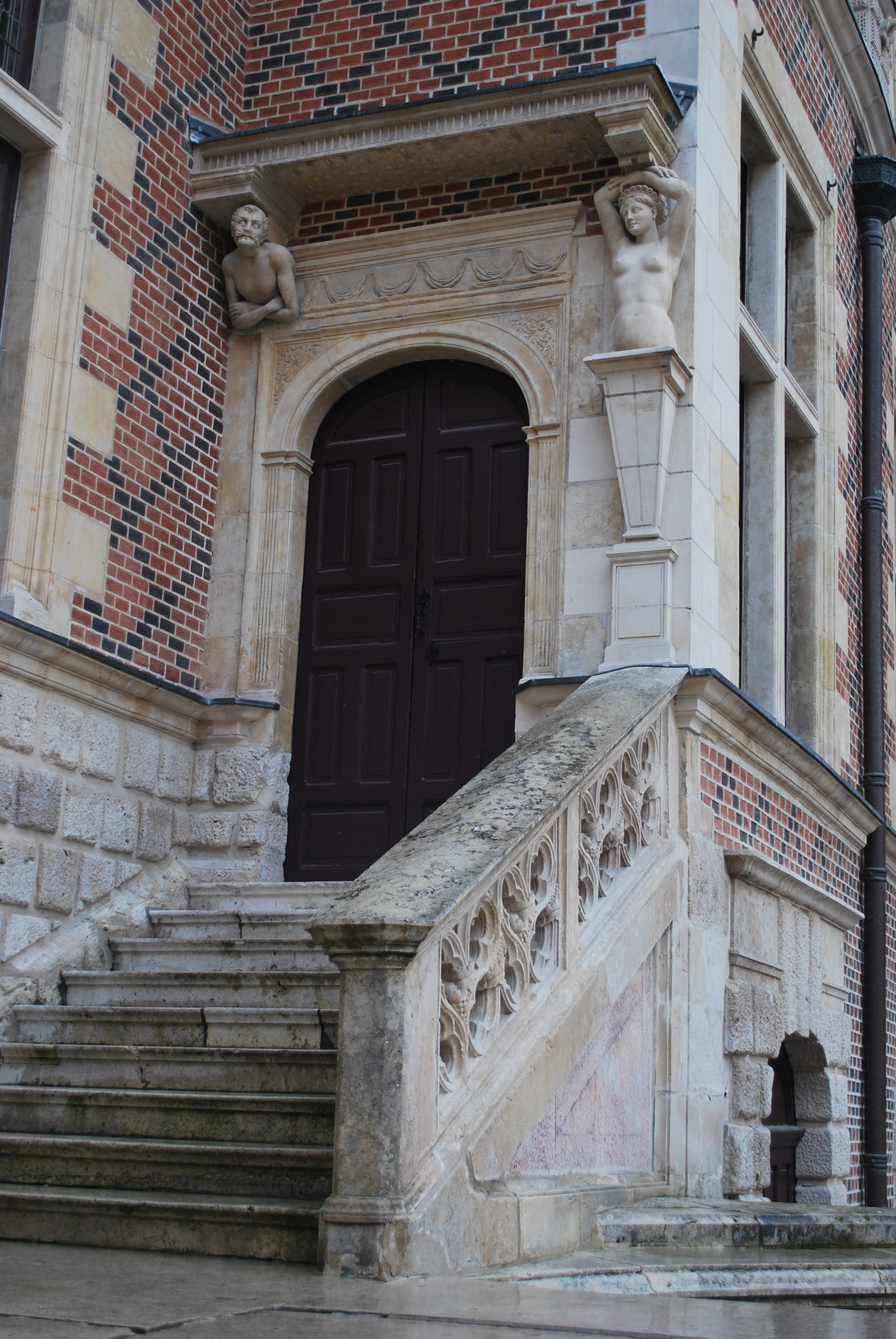
Porte latérale.
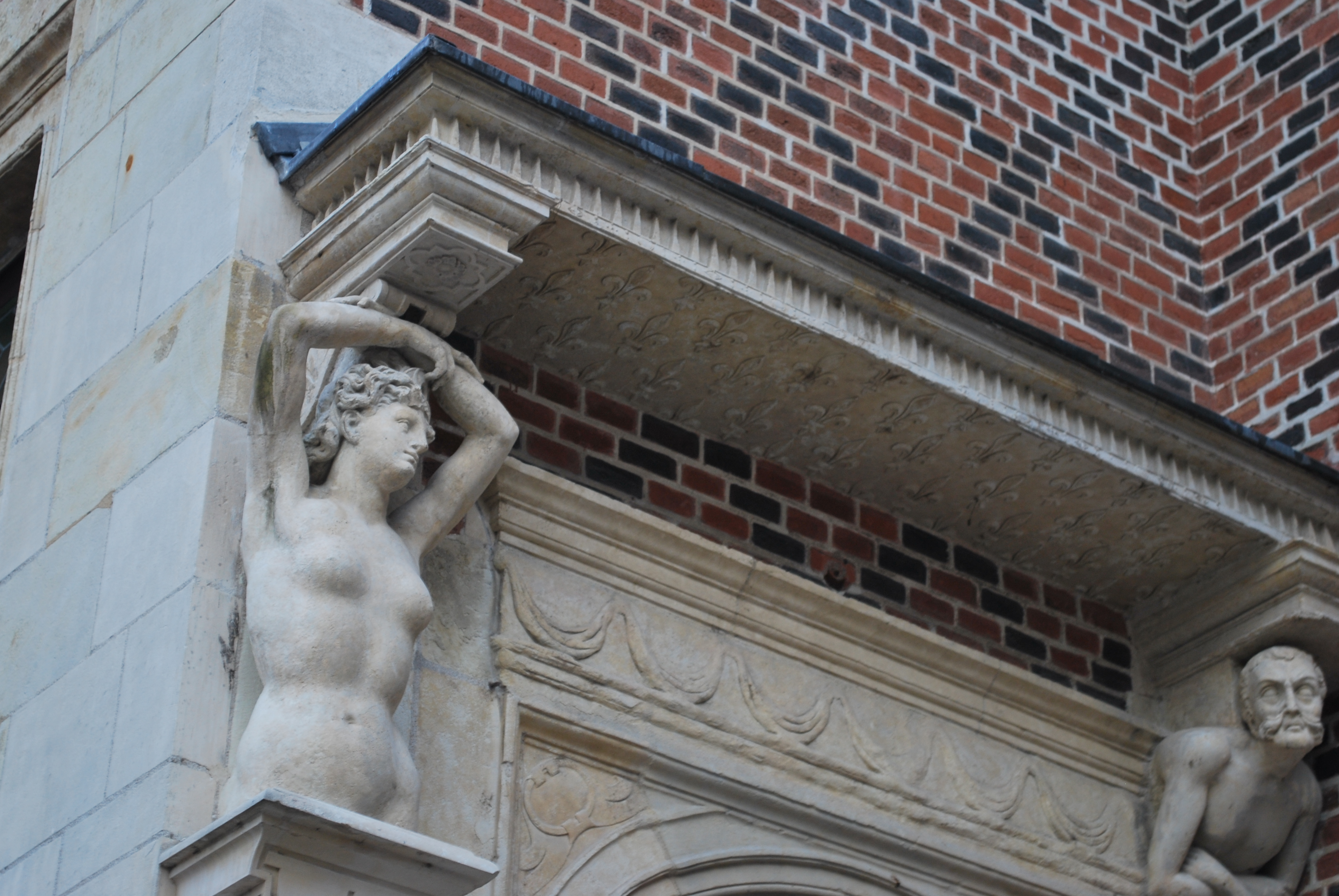
Corniche.
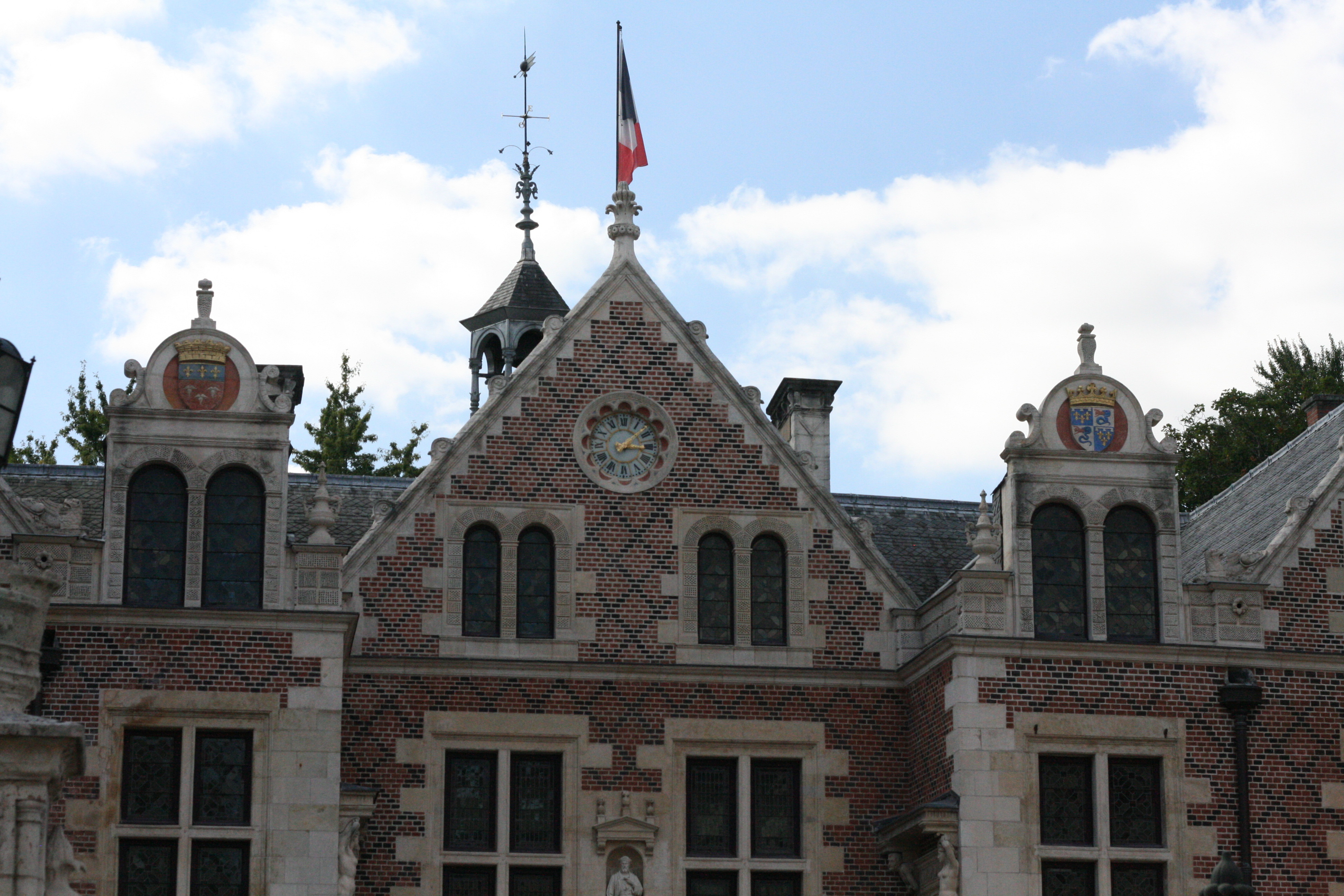
Façade et toiture.
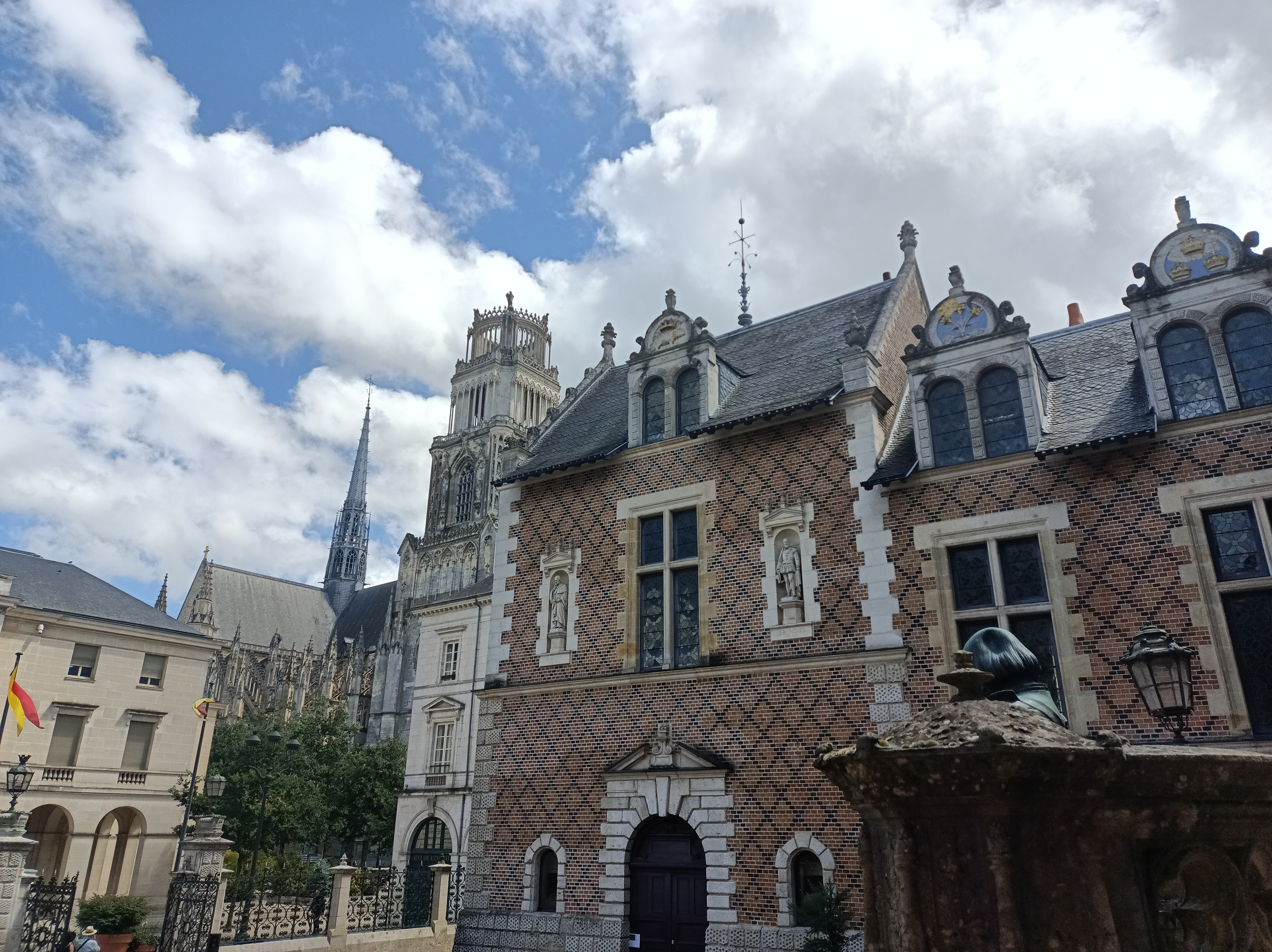
Devant la cathédrale.
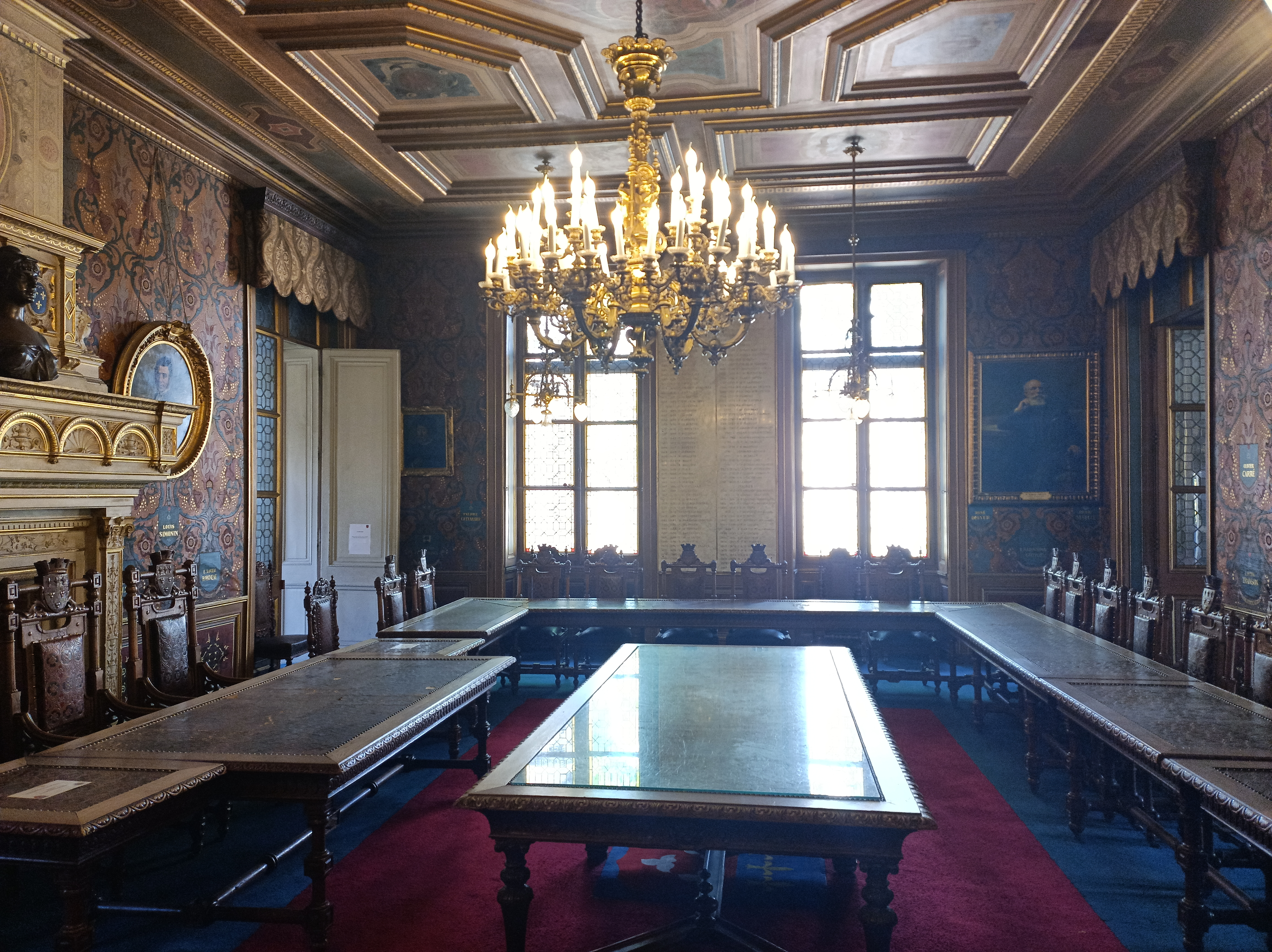
L'une des grandes salles.
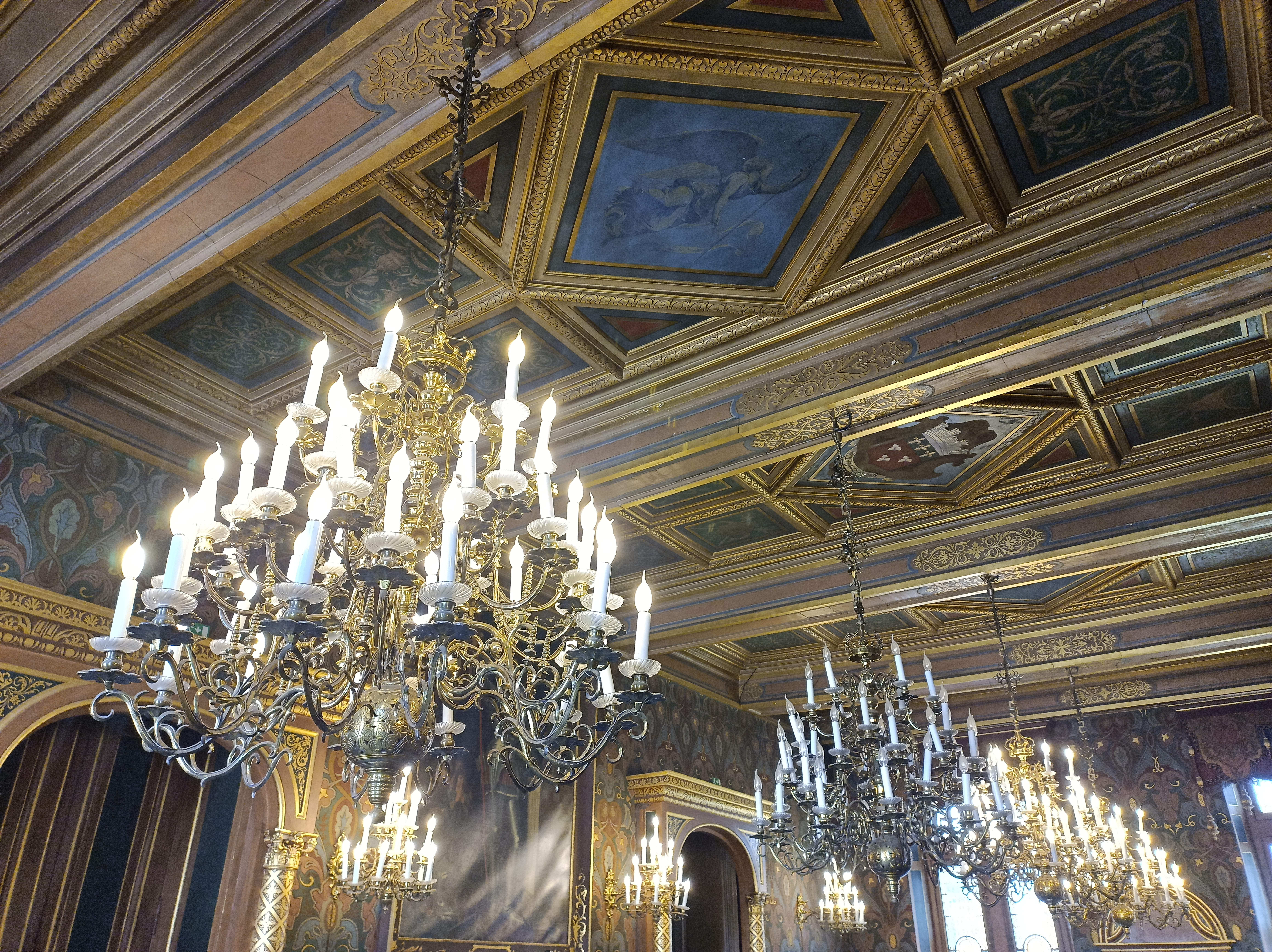
De nombreux lustres.